# 2020 SO
2020 SO es un pequeño asteroide cercano a la Tierra u objeto artificial, descubierto por Pan-STARRS1 en el Observatorio Haleakala el 17 de septiembre de 2020. En el momento del descubrimiento se estaba acercando a la Tierra y su trayectoria nominal indica que habría sido capturado temporalmente por la Tierra el 15 de octubre de 2020.
Entró por el punto exterior L2 de Lagrange y salió por el punto L1. Durante su órbita geocéntrica alrededor de la Tierra, 2020 SO hizo una aproximación cercana a la Tierra alrededor del 1 de diciembre de 2020 a una distancia de perigeo nominal de aproximadamente 0.13 DL (50.000 km; 31.000 mi). También hizo otro acercamiento cercano alrededor de febrero de 2021, a una distancia de perigeo nominal de aproximadamente 0.58 DL (220.000 km; 140.000 mi). Para febrero de 2021, el momento de máxima aproximación a la Tierra tenía una incertidumbre de ± 2 días.
Paul Chodas del Jet Propulsion Laboratory sospecha que 2020 SO es el cohete propulsor Surveyor 2 Centaur, lanzado el 20 de septiembre de 1966. La órbita similar a la de la Tierra y la baja velocidad relativa sugieren un posible objeto artificial. La espectroscopia puede ayudar a determinar si está cubierto de pintura de dióxido de titanio.
Aproximadamente, en el momento de la aproximación más cercana el 1 de diciembre de 2020, el objeto solo se iluminó hasta una magnitud aparente de 14,1, y requería un telescopio con una lente de objetivo de aproximadamente 150 mm (6") para ser visto visualmente.